# Marina Rice Bader
Marina Rice Bader es escritora, directora y productora de cine. Es conocida por las películas Anatomy of a Love Seen (2014), Raven's Touch (2015) y Ava's Impossible Things (2016). Fue productora ejecutiva de Elena Undone (2010) y A Perfect Ending (2012). Fundó la productora Soul Kiss Films en 2009. Es defensora de la comunidad LGBTQ+, diciendo "Podríamos usar más películas con personajes LGBTQ+ bien desarrollados, y espero que de alguna manera esté ayudando a abordar ese problema."

## Creación de películas
Hasta que Bader tenía 50 años, nunca había estado "enamorada de una mujer antes, ni siquiera había besado a una mujer. Así que, cuando entras en un mundo completamente nuevo, haces tu investigación viendo películas", dijo. Fue entonces cuando Bader vio la necesidad de más buenas películas lésbicas: "Alquilé tantas películas lésbicas y noté que había algunas geniales, pero no había muchas para elegir. En respuesta, Bader fundó Soul Kiss Films, una compañía independiente dedicada a producir películas atractivas con un enfoque único en la experiencia femenina.
Su primer proyecto fue producir Elena Undone, seguido de A Perfect Ending dos años después. En 2014, Marina sintió la necesidad de seguir un camino más auténtico, escribiendo, dirigiendo y actuando en Anatomy of a Love Seen, donde creó un nuevo y emocionante modelo de realización cinematográfica no solo durante la producción, sino también con su distribución creativa, ganando mucha publicidad. Luego vino Raven's Touch, que produjo y codirigió con la poderosa Dreya Weber en 2015. La quinta película de Bader, Ava's Impossible Things, que escribió, dirigió y produjo, se estrenó en el Outfest Los Ángeles 2016. Ava’s Impossible Things fue la primera película en recibir una inversión del fondo “Share the Screen” de Vimeo para la realización de películas por mujeres, que se lanzó en el Festival de Cine de Sundance 2016 para apoyar voces femeninas emergentes en el cine.
"Siempre he tenido una relación de amor con las películas, pero no fue hasta mis cincuenta y tantos años que tuve suficiente fe en mí misma para dar el salto a realmente crearlas", dice Bader. "Estoy emocionada de ser cineasta en este momento de la historia, cuando las mujeres están trabajando para elevarse mutuamente y la disparidad de género se está discutiendo en gran medida. El primer paso para resolver un problema es gritándolo desde los tejados, y estoy extremadamente orgullosa de ser parte de la solución".
A continuación, tiene dos proyectos de largometraje bajo el lema de su nueva productora, Play Big Pictures, produciendo historias audaces y universales contadas desde la perspectiva femenina.

## Vida personal
Marina tiene cuatro hijos adultos y actualmente vive como una nómada, aunque considera Los Ángeles su base. Estuvo en una relación con la directora Nicole Conn.